# Maison Granvelle
 (septembre 2016).
Si vous disposez d'ouvrages ou d'articles de référence ou si vous connaissez des sites web de qualité traitant du thème abordé ici, merci de compléter l'article en donnant les références utiles à sa vérifiabilité et en les liant à la section « Notes et références ».
Cet article concerne la maison située à Ornans. Pour la maison de Pesmes, voir Maison Granvelle (Pesmes).
La maison Granvelle est une habitation protégée des monuments historiques, située à Ornans, dans le département français du Doubs.

## Localisation
La maison est située 67-77, rue Pierre-Vernier, à Ornans, dans le département du Doubs.

## Histoire

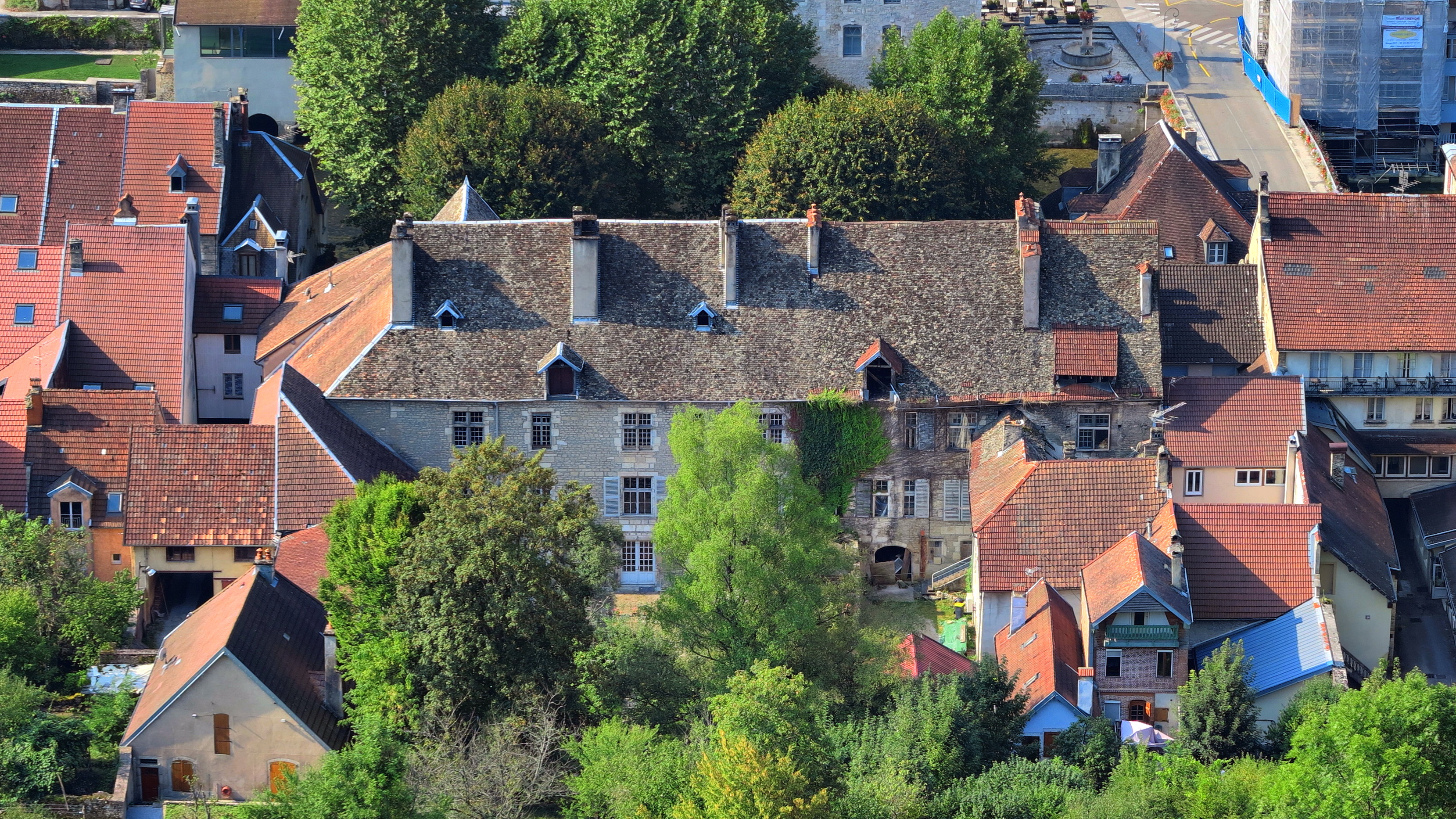
Vue générale

Le bâtiment est construit par Nicolas Perrenot de Granvelle entre mai 1547 et 1550 pour son fils Antoine Perrenot de Granvelle. Il incorpore la maison médiévale Philibert, construite avant 1484, et ancienne maison de sa grand-mère. Antoine Perrenot de Granvelle fut évêque d'Arras, archevêque de Malines puis cardinal, diplomate, conseiller d'État de l'empereur germanique Charles Quint puis de son fils, le roi Philippe II d'Espagne. Il fut conseiller de Marguerite de Parme, Premier ministre des Pays-Bas espagnols (du Cercle de Bourgogne), vice-roi de Naples et président du conseil suprême d'Italie et de Castille. Il habite la maison de 1564 à 1586 (après son affaire aux Pays-Bas (1564) et avant sa mort en Espagne).

## Description
La maison Granvelle est inscrite au titre des monuments historiques en 2015,.
Le bâtiment est en cours de restauration. Un petit musée sur la famille de Granvelle et l'importance du catholicisme sur la culture française y sera adjoint, au 67 Rue Pierre Vernier. L'objectif est de préserver le patrimoine et l'éducation des générations futures sur l'histoire française.